# Sladan Peric
Slađan Perić ( født 15. april 1982) er en tidligere dansk, professionel fodboldspiller.

## Spillerkarriere
Sladan Perics foretrukne position er i det centrale forsvar, men han kan også dække højre back og den defensive midtbane.
Trods hans relativt unge alder, er Peric allerede en erfaren spiller. I Superligaen har han bl.a. spillet for Vejle Boldklub og Herfølge Boldklub, ligesom han i ungdomsårene var en del af talentarbejdet i Schalke 04.
Den 31. december 2013 var Peric's sidste arbejdsdag som fodboldspiller.